# Стокс, Джордж Габриель
Сэр Джордж Габрие́ль Стокс (англ. Sir George Gabriel Stokes; 13 августа 1819 — 1 февраля 1903) — английский математик, механик и физик-теоретик ирландского происхождения. Работал в Кембриджском университете, внёс значительный вклад в гидро- и газодинамику (уравнения Навье — Стокса), оптику и математическую физику.
Член Лондонского королевского общества (1851), его секретарь в 1854—1885 гг. и президент в 1885—1890 гг..

## Биография
Родился 13 августа 1819 года в деревне Скрин (Ирландия). Был младшим сыном протестантского священника евангелиста Габриэля Стокса. В 1841 г. окончил Кембриджский университет, с 1849 года — профессор математики этого университета. В 1857 году Стокс женился. Умер в Кембридже 1 февраля 1903 года.

## Научная деятельность
Работы Стокса относятся к теоретической механике, гидродинамике, теории упругости, теории колебаний, оптике, математическому анализу и математической физике.
Одновременно с Ф. Л. Зейделем ввёл (1848) понятие равномерной сходимости последовательности и ряда.
Обратившись к гидродинамике вязкой жидкости, Стокс в 1845 г. в работе «О теории внутреннего трения в движущихся жидкостях и о равновесии и движении упругих твёрдых тел» (опубликована в 1849 г.) вывел дифференциальные уравнения, описывающие течения вязких (и, в общем случае, сжимаемых) жидкостей, ныне называемые уравнениями Навье — Стокса. Выводит он их в пятый раз; раньше они были получены А. Навье (1821 г. — для случая несжимаемой жидкости), О. Коши (1828 г.), С. Пуассоном (1829 г.) и А. Сен-Венаном (1843 г.). Однако традиция связывать данные уравнения прежде всего с именами Навье и Стокса исторически вполне объяснима, поскольку именно Стоксу принадлежит вариант вывода этих уравнений, последовательно исходящий из континуальной концепции. Историк науки И. Б. Погребысский отмечал: «Внимание к физической стороне дела, учёт экспериментальных результатов, ясная кинематическая картина движения и исчерпывающая формулировка исходного динамического „принципа“ — всё это в сочетании с несколькими удачными применениями теории сделало работу Стокса основным отправным пунктом для дальнейших работ по теории вязкой жидкости».
Как ранее поступал Коши, Стокс предпослал своим рассмотрениям тщательный кинематический анализ, в котором он открыл природу завихрённости (англ. vorticity) как локальной угловой скорости.
Представления молекулярной механики у Стокса играют чисто вспомогательную роль. Пренебрегая иррегулярной составляющей скорости жидкости (зависящей от расстояний между молекулами и взаимодействий между последними), Стокс оперировал средней (регулярной) скоростью жидкости в окрестности жидкой частицы. Исходной его гипотезой при выводе уравнений движения вязкой жидкости была линейная зависимость шести компонент напряжения от шести компонент скоростей деформации жидкой частицы.
Рассматривая жидкость как сплошную среду, Стокс обратился к понятию внутреннего трения, и его трактовка данного явления стала обобщением трактовки Ньютона. Опираясь на свои результаты, Стокс внёс поправки в выполненный ранее Ньютоном анализ задачи о вращении вязкой жидкости в цилиндре. Как показал Стокс, ошибка, допущенная Ньютоном при решении данной задачи, заключалась в том, что последний вместо моментов сил трения, действующих на внешнюю и внутреннюю поверхности каждого из мысленно выделяемых в жидкости цилиндрических слоёв, рассматривал сами эти силы. В результате у Ньютона оказывалось, что время одного оборота жидкой частицы зависит от радиуса цилиндрического слоя линейно, а из результатов Стокса следует, что данное время пропорционально квадрату радиуса.
Стоксу удалось теоретически объяснить и формулу Гагена — Пуазейля для расхода вязкой несжимаемой жидкости при стационарном течении в цилиндрической трубе.
В 1848 г. Стокс получил дифференциальные уравнения, описывающие закон изменения вихря с течением времени. В 1851 г. он вывел формулу для силы сопротивления {\displaystyle F} , действующей на твёрдый шар при его медленном равномерном движении в неограниченной вязкой жидкости. Эта формула — формула Стокса — имеет вид:
{\displaystyle F\;=\;6{\pi }R{\eta }u} ,
где {\displaystyle R} и {\displaystyle u} — радиус и скорость шара, {\displaystyle \eta } — динамический коэффициент вязкости жидкости.
Стокс занимался также изучением поглощения звука в жидкости; однако анализ Стокса был неполным, поскольку он в качестве единственного диссипативного механизма рассматривал вязкость, но не рассматривал теплопроводность (чего и нельзя было сделать до открытия взаимосвязи между теплотой и работой).
Что касается работ Стокса в области теории упругости, то в уже упоминавшейся работе «О теории внутреннего трения в движущихся жидкостях и о равновесии и движении упругих твёрдых тел» он показал, что свойство упругих тел совершать изохронные колебания обусловлено тем, что при малых деформациях напряжения, возникающие в теле, являются линейными функциями деформаций. Стокс исследовал также динамический прогиб мостов.
В области оптики Стокс исследовал аберрацию света, кольца Ньютона, интерференцию и поляризацию света, спектры, люминесценцию. В 1852 г. установил, что длина волны фотолюминесценции больше длины волны возбуждающего света (правило Стокса).
Имя Стокса носит также одна из важнейших формул векторного анализа — формула Стокса, связывающая ротор векторного поля с циркуляцией этого поля по замкнутому контуру, ограничивающему некоторый участок ориентированной поверхности. Данная формула была получена в 1849 г. У. Томсоном; а Стокс включил её в ежегодный конкурсный математический экзамен в Кембридже, который он проводил с 1849 по 1882 годы.

## Признание
С 1849 по 1903 годы Джордж Стокс переизбирался почётным Лукасовским профессором в Кембриджском университете. За достижения в области исследования света в 1852 году Стокс получил медаль Румфорда от Королевского Общества, а в 1893 медаль Копли. В 1889 году получил дворянский титул баронета.
Был членом многих иностранных академий, в том числе Парижской академии наук и Военно-медицинской академии в Петербурге.
В честь него названа единица измерения вязкости в системе СГС, кратер на Луне и кратер на Марсе, минерал стокезит.
В 1999 году в честь Стокса была создана Премия сэра Джорджа Стокса.